# Ashinazuchi und Tenazuchi
Ashinazuchi (jap. アシナヅチ; Kojiki: 足名椎命; Nihonshoki: 脚摩乳; Karl Florenz übersetzt mit „Fuß-streichelnder Alter“) und Tenazuchi (テナヅチ; Kojiki: 手名椎命; Nihonshoki: 手摩乳; Karl Florenz übersetzt mit „Hand-streichelnde Alte“) sind in der Mythologie des Shintō die Eltern der ersten Ehefrau des Kami Susanoo, Kushinadahime. Ashinazuchi stellt sich in den alten Reichsmythen als irdischer Kami (kuni-tsu-kami) und Sohn des Ōyamatsumi gegenüber Susanoo vor.
Nachdem Susanoo ihre Tochter vor der Riesenschlange Yamata no Orochi gerettet hatte, baute Susanoo für sich und Kushinadahime den Palast zu Suga. Nach der Fertigstellung rief Susanoo Ashinazuchi herbei, machte ihn zum Oberhaupt (obito) des Palastes und verlieh ihm den Namen und Titel Inada no Miya-nushi Suga no Ya-tsu-mimi no Kami (稲田宮主須賀之八耳神, „Herr des Palastes von Inada, Acht-ohrige Gottheit von Suga“). Da „Palast“ hier auch als „Schrein“ gelesen werden kann, wird Ashinazuchi oft auch als Priester des Schreins von Susanoo gedeutet.
Als Hauptschrein für Kushinadahime und ihre Eltern gilt der esoterische Ōmiya Hikawa-Schrein in Saitama, obwohl dessen Haupt-Kami Susanoo ist und die Prinzessin sowie Ōkuninushi nur als Gast-Kami (aidono-no-kami) residieren.
Eine wesentliche Rolle im Shintō spielte das Ehepaar erst ab der Meiji-Restauration. Im Zuge des Shinbutsu-Bunri lösten sie (neben japanischen Kulturhelden) die oftmals noch in buddhistischen Vorstellungen begründeten Wächtergottheiten an den zuijinmon (随神門) genannten Toren von Shintō-Schreinen ab.